# Benno Fürmann
Benjamin „Benno” Fürmann (ur. 17 stycznia 1972 w Berlinie) – niemiecki aktor filmowy i telewizyjny.

## Życiorys

### Wczesne lata
Urodził się w Berlinie. Dorastał w Kreuzberg, jednej z dzielnic Berlina. W 1987 roku, kiedy miał piętnaście lat, jego rodzice zaginęli. W wieku siedemnastu lat przeżył poważny nieszczęśliwy wypadek podczas serfowania na jadącym pociągu i w rezultacie musiał spędzić sześć tygodni w szpitalu. W dziesiątej klasie szkoły podstawowej porzucił naukę i dorabiał jako kelner, ochroniarz w klubach na dyskotece, portier i robotnik przy budowie rusztowań, a kolejne lata swego życia spędził jako wędrowiec.

### Kariera
W 1991 roku przeprowadził się do Nowego Jorku, gdzie studiował aktorstwo w Lee Strasberg Theatre and Film Institute. Następnie powrócił do rodzinnych Niemiec i zadebiutował na dużym ekranie w filmie Poszukiwanie Raju (Die Ungewisse Lage des Paradieses, 1992). Zagrał potem we francuskim miniserialu Canal+ Belle Époque (1995) z Kristin Scott Thomas. Sławę zyskał kreacją Günthera 'Günniego' Dobrinskiego, frontmana w zespole w serialu RTL Und tschüss! (1995). Na ekranie grał w niemieckich produkcjach telewizyjnych i kinowych w rolach „młodych dzikich”, postaci z marginesu, żyjących poza ustalonymi normami społecznymi - złodzieja samochodów w filmie sensacyjnym Tila Schweigera Niedźwiedź polarny (Der Eisbär, 1998), stręczyciela w dramacie St. Pauli Nacht (1999) czy gangstera trudniącego się wymuszaniem haraczy w komedii kryminalnej Dobra okazja ('Ne günstige Gelegenheit, 1999). Postać legendarnego boksera Gustava 'Bubiego Scholza w biograficznym filmie telewizyjnym Historia Bubiego Scholza (Die Bubi Scholz Story, 1998) została uhonorowana nagrodą niemieckiej telewizji w Kolonii.
W 2000 roku pojawił się w dwóch filmach niemieckich u boku Franki Potente – horrorze Anatomia (Anatomie) jako student anatomii oraz melodramacie Księżniczka i wojownik (Der Krieger und die Kaiserin) w roli Bodo, melancholika stale uciekającego przed wszystkim, a najbardziej przed sobą samym. Rola Nilsa w thrillerze Przyjaciele/Zaufaj mi (Freunde, 2000) przyniosła mu nagrodę Bavarian Film w Monachium. Podkładał także głos w niemieckich wersjach Shrek i Shrek 2.
Wystąpił także w dramacie Dorisa Dörrie Nadzy (Nackt, 2002) jako Boris, thrillerze Zjadacz grzechów (The Sin Eater, 2003) z Heathem Ledgerem i Peterem Wellerem oraz dramacie telewizyjnym HBO Mój dom w Umbrii (My House in Umbria, 2003) z Maggie Smith, Chrisem Cooperem, Giancarlem Gianninim i Timothy Spallem. Za rolę sprytnego sprzedawcy samochodów Philippa Gerbera w dramacie Wolfsburg (2003) otrzymał nagrodę im. Adolfa Grimme w Marl. Popularność w wielu krajach przyniosła mu kreacja wojowniczego księcia Zygfryda w telewizyjnym dramacie sensacyjno-przygodowym fantasy Pierścień Nibelungów (Ring of the Nibelungs, 2004). Wystąpił później w dramacie wojennym Boże Narodzenie (Joyeux Noël, 2005) z Diane Kruger i Danielem Brühlem i filmie sensacyjno-familijno-sportowym Braci Wachowskich Speed Racer (2008) z Emile Hirsch i Johnem Goodmanem.
W 2011 roku na ekrany kin wszedł film W ciemności, w reżyserii Agnieszki Holland, w którym Fürmann gra jedną z głównych ról.
Zamieszkał w Berlinie wraz ze swoją córką Zoe.

## Nagrody
| Rok  | Nagroda                 | Kategoria                      | Film                                                         |
| ---- | ----------------------- | ------------------------------ | ------------------------------------------------------------ |
| 1999 | German Television Award | Najlepszy aktor w roli głównej | jako Gustav 'Bubi' Scholz w Die Bubi Scholz Story (TV, 1998) |
| 2000 | Bayerischer Filmpreis   | Najlepszy aktor                | -                                                            |

## Filmografia
- 2000: Anatomia jako Hein
- 2000: Księżniczka i wojownik (Der Krieger und die Kaiserin) jako Bodo
- 2002: Nadzy (Nackt) jako Felix
- 2003: Zjadacz grzechów (The Order) jako William Eden
- 2004: Pierścień Nibelungów (Ring of the Nibelungs, TV) jako Eric / Zygfryd
- 2005: Boże Narodzenie (Joyeux Noël) jako Nikolaus Sprink
- 2006: Krucjata w dżinsach (Kruistocht in spijkerbroek) jako ks. Thaddeus
- 2008: Speed Racer jako inspektor
- 2011: W ciemności (In Darkness) jako Mundek Margulies